# Parichha
Parichha là một thị trấn thống kê (census town) của quận Jhansi thuộc bang Uttar Pradesh, Ấn Độ.

## Địa lý
Parichha có vị trí 25°31′B 78°45′Đ / 25,52°B 78,75°Đ Nó có độ cao trung bình là 213 mét (698 feet).

## Nhân khẩu
Theo điều tra dân số năm 2001 của Ấn Độ, Parichha có dân số 6849 người. Phái nam chiếm 53% tổng số dân và phái nữ chiếm 47%. Parichha có tỷ lệ 78% biết đọc biết viết, cao hơn tỷ lệ trung bình toàn quốc là 59,5%: tỷ lệ cho phái nam là 84%, và tỷ lệ cho phái nữ là 71%. Tại Parichha, 10% dân số nhỏ hơn 6 tuổi.